# سيزار بيخارانو
سيزار بيخارانو (مواليد 28 يونيو 1941) هو مبارز بالسيف باراغواياني، مثّل بلاده في الألعاب الأولمبية الصيفية 1976.

## روابط خارجية
سيزار بيخارانو على موقع أوليمبيديا (الإنجليزية)